# Amélie Despeaux
Amélie Despeaux, née le 19 mars 1987 à Talence, est une ancienne coureuse cycliste française, spécialiste du BMX.

## Palmarès en BMX

### Championnats du monde
- Paris 2005
  - 6e du championnat du monde juniors en BMX
- São Paulo 2006
  - 8e du championnat du monde en BMX cruisers
- Victoria 2007
  -  Médaillée de bronze en BMX cruisers
  - 6e du championnat du monde en BMX
- Taiyuan 2008
  -  Médaillée d'argent en BMX cruisers
  - 7e du championnat du monde en BMX
- Pietermaritzburg 2010
  - 4e du championnat du monde en BMX

### Coupe du monde
- 2007 : 9e
- 2008 : 4e

### Championnats de France
- 2009
  - 2e du championnat de France de BMX cruisers
- 2010
  - 2e du championnat de France de BMX cruisers
- 2011
  -  Championne de France de BMX cruisers

### Autres
- 2007
  - 2e de Fréjus - coupe du monde
- 2008
  - 3e de Fréjus - coupe du monde